# 被压迫者教育学
《被压迫者教育学》（英語：Pedagogy of the Oppressed）是巴西教育家保罗·弗莱雷的代表性著作。作者提出了一种教育学，旨在建立教师、学生和社会之间的新型关系。1968年首版以葡萄牙语发行，1970年出版英译本。该书被认为是批判教育学运动的基础文本之一。
《被压迫者教育学》在全球发行量达750,000份。